# Ancistris
Ancistris là một chi bướm đêm thuộc họ Noctuidae.